# Lucia Travaini

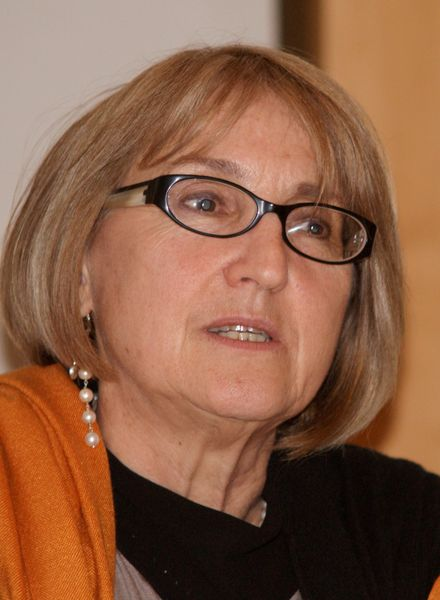
Lucia Travaini, aufgenommen von Werner Maleczek auf der Frühjahrstagung des Konstanzer Arbeitskreises im April 2014 in Hegne

Lucia Travaini (* 3. August 1953 in Rom) ist eine italienische Numismatikerin. Sie lehrt an der Università degli Studi di Milano.

## Leben und Wirken
Lucia Travaini absolvierte das Gymnasium Terenzio Mamiani. Sie beendete 1976 ihr Studium an der Universität La Sapienza in Rom mit Auszeichnung. Sie wurde in Mittelalterlicher Archäologie promoviert. Travaini war von 1979 bis 1980 bei der Archäologischen Denkmalpflege (Soprintendenza Archeologica) von Chieti tätig. Anschließend arbeitete sie beim Nationalen Rat für Kulturgüter (Segreteria del Consiglio Nazionale per i Beni Culturali) in Rom und schließlich bis 1992 am Münzkabinett des Museo Nazionale Romano. Sie war als Research Associate (1992–1993) und Senior Research Associate (1993–1998) am Fitzwilliam-Museum in Cambridge zusammen mit Philip Grierson am Projekt Medieval European Coinage (British Academy-Cambridge University) tätig. Mit ihm veröffentlichte sie 1998 den Band 14 Medieval European Coinage: Italy III (South Italy, Sicily, Sardinia) zu den Prägungen Unteritaliens, Siziliens und Sardiniens. In Cambridge organisierte sie zwei Symposien. Das erste behandelte die Münzprägung des normannischen Italiens (1996) und das zweite Symposium (1997) über Local Coins, Foreign Coins: Italy and Europe 11th–15th centuries. Sie wurde 1998 professoressa associata an der Università degli Studi di Milano. 
Ihr Hauptarbeitsgebiet ist die mittelalterliche Numismatik, vor allem Prägungen Italiens. Zu ihren Hauptwerken zählt die zweibändige Darstellung Le Zecche italiane fino all’Unità, in der sie die italienischen Münzstätten bis zur Gründung des modernen Staates behandelt. Sie hat ein Handbuch der mittelalterlichen italienischen Numismatik verfasst (Monete e storia nell'Italia medievale). Im Jahr 1993 hat sie drei nicht oder nur teilweise bearbeitete süditalienische Münzfunde analysiert und dazu einen vollständigen Katalog der Denaremissionen aus der Zeit von Heinrich VI. bis Karl I. vorgelegt. Mit den insgesamt 114 verschiedenen Typen hat sie die bis dahin maßgebliche Zusammenstellung von Rodolfo Spahr (1894–1981) aus dem Jahr 1976 um 10 erweitert und vielfach präzisiert. Sie veröffentlichte 2003 mit Gabriella Piccinni eine Edition eines Registers, das im Jahre 1410 im Sieneser Großhospital Santa Maria della Scala angelegt und bis 1446 geführt wurde. Mit der Edition aus Archivbeständen von Siena wurde der Vorgang dokumentiert, dass Pilger Teile ihres Vermögens unterwegs bei einem angesehenen Institut hinterlegten, um sie auf dem Heimweg wieder an sich zu nehmen. In ihrer 2020 veröffentlichten Monographie analysierte sie die Quellen, die über die 30 Silberlinge (denarii argentei), für die Judas Christus verraten hatte, berichten. Für die Rekonstruktion der Wanderbewegungen der 30 Silberlinge hat sie eine Vielzahl von Reisetagebüchern, Romführern und Reliquien- bzw. Schatzinventaren herangezogen.
Für ihre Forschungen erhielt sie zahlreiche Ehrungen und gelangte zu einer Reihe von Mitgliedschaften. Travaini ist Fellow der Royal Numismatic Society, Mitglied der International Numismatic Commission und der Société Française de Numismatique. Sie war bis 2009 Mitglied der Accademia Italiana di Studi Numismatici. Im Jahr 2016 wurde sie Ehrenmitglied der Royal Numismatic Society of Belgium. Sie wurde 2012 mit der Medaille der Royal Numismatic Society geehrt. Zuletzt erhielt vor mehr als 50 Jahren mit Oscar Ulrich-Bansa ein italienischer Numismatiker diese bedeutende Auszeichnung. Ihr wurde 2014 für ihre Darstellung Le Zecche italiane fino all’Unità der Prix Duchalais der Académie des inscriptions et belles-lettres verliehen. Sie war Mitglied des wissenschaftlichen Komitees des 15. Internationalen Numismatischen Kongresses Messina-Taormina 2015.

## Schriften (Auswahl)
Monographien
- I trenta denari di Giuda. Storia di reliquie impreviste nell’Europa medievale e moderna (= sacro / santo. nuova serie. Band 27). Viella, giugno, Rom 2020, ISBN 978-88-3313-318-8.
- Monete e storia nell’Italia medievale. Istituto Poligrafico e Zecca dello Stato, Libreria dello Stato, Rom 2007, ISBN 978-88-240-1321-5
- mit Philip Grierson: Medieval European Coinage. 14 Italy (III): South Italy, Sicily, Sardinia. Cambridge University Press, Cambridge 1998, ISBN 978-0-521-12253-5.
- La monetazione nell’Italia normanna (= Nuovi studi storici. Band 28). Istituto Storico Italiano per il Medio Evo, Rom 1995.

Herausgeberschaften
- mit Giampiera Arrigoni: Polis, urbs, civitas. Moneta e identità. Atti del Convegno di Studio del Lexicon Iconographicum Numismaticae (Milano 25 ottobre 2012) (= Monete. Band 6). Quasar, Rom 2013, ISBN 978-88-7140-537-7.

Quellenedition
- mit Gabriella Piccinni: Il Libro del pellegrino (Siena, 1382–1446). Affari, uomini, monete nell’Ospedale di Santa Maria della Scala (= Nuovo medioevo. Band 71). Neapel 2007, ISBN 88-207-3528-8.